# Eunoe hydroidopapillata
Eunoe hydroidopapillata är en ringmaskart som beskrevs av Rzhavsky och Shabad 1999. Eunoe hydroidopapillata ingår i släktet Eunoe och familjen Polynoidae. Inga underarter finns listade i Catalogue of Life.